# 北海道鍼灸専門学校

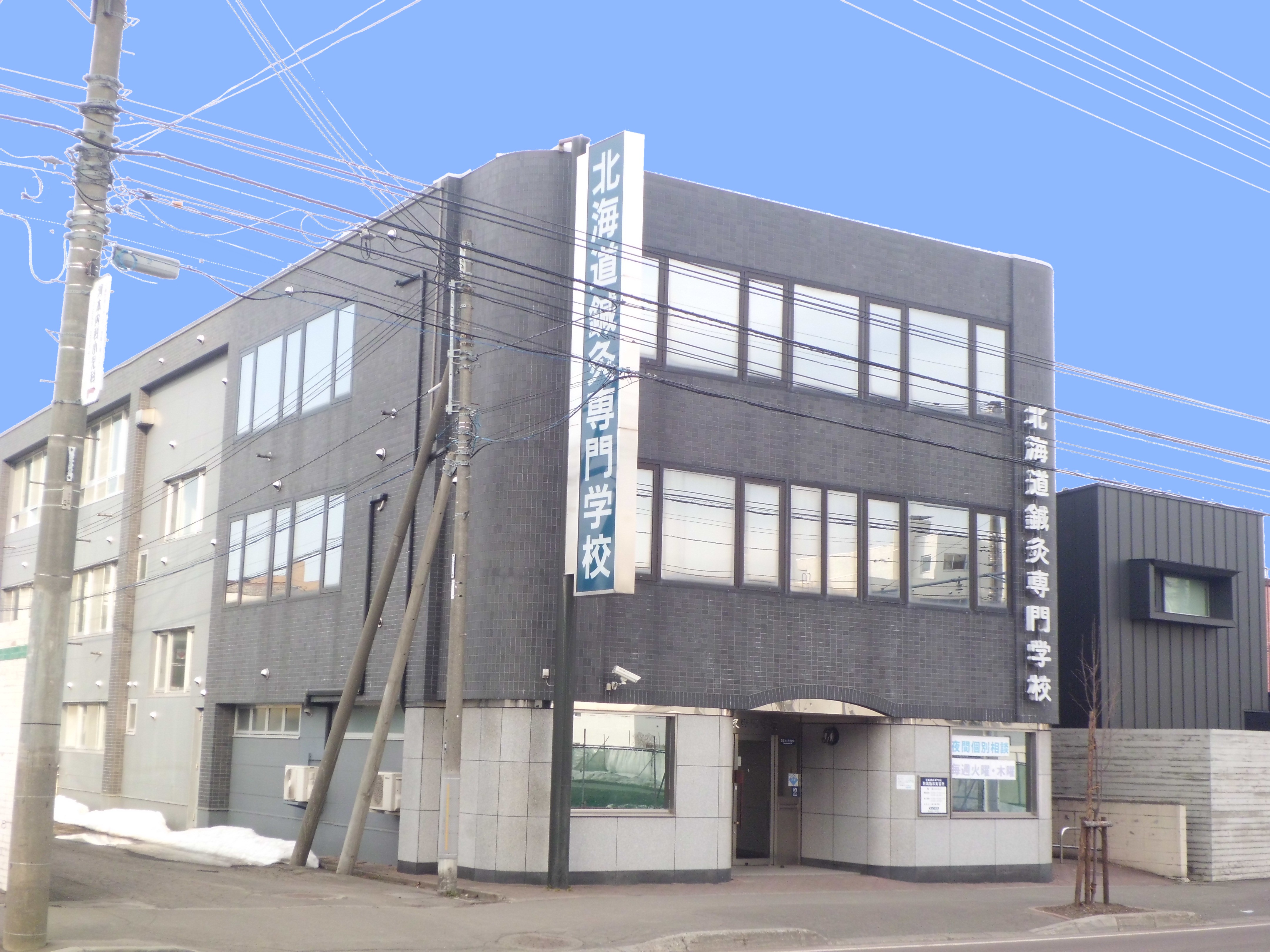
北海道鍼灸専門学校

北海道鍼灸専門学校（ほっかいどうしんきゅうせんもんがっこう）とは、北海道札幌市西区山の手2条6丁目にある鍼灸専門学校。1974年開校。
- 北海道内で40年以上の一番歴史のある「はり師・きゅう師」の養成施設である。
- 「はり師・きゅう師単科の養成校」として他の学科等を併設せずに一貫して鍼灸師を養成している。
- 講師陣に業界団体である北海道鍼灸師会会長、札幌鍼灸師会会長などの業界会団体の重鎮も参加し教育、後進の育成を行っている。
- 同窓会には1400名を超える会員が所属している。
- 北海道柔道整復専門学校（同じく柔道整復師単科の養成校）とは姉妹校である。

## 沿革
- 1974年 笠井行雄によって創立される。高杉英男初代学校長に就任。
- 1977年 専修学校医療専門課程として認可される。
- 1986年 修業年限が3年となる。
- 1995年 卒業時に専門士の称号授与ができるようになる。
- 2001年 昼間部が新設される。
- 2004年 笠井正晴第2代理事長に就任。
- 2007年 原田泉第5代学校長に就任。学校法人北海道鍼灸専門学校となる。
- 2009年 附属臨床実習所新設
- 2014年 鍼灸科として文部科学省より職業実践専門課程の認定を受ける。北海道内では唯一。

## 設置学科
- 鍼灸科（昼間・3年制）
- 鍼灸科（夜間・3年制）